# La Cime
Pour les articles homonymes, voir Cime.
La Cime, en arabe Al-Qurn, en égyptien ancien Ta Dehent, littéralement « le sommet » en français, est une montagne d'Égypte dans le gouvernorat de Louxor surplombant la vallée des Rois et les sites de Deir el-Bahari et de Deir el-Médineh.

## Géographie

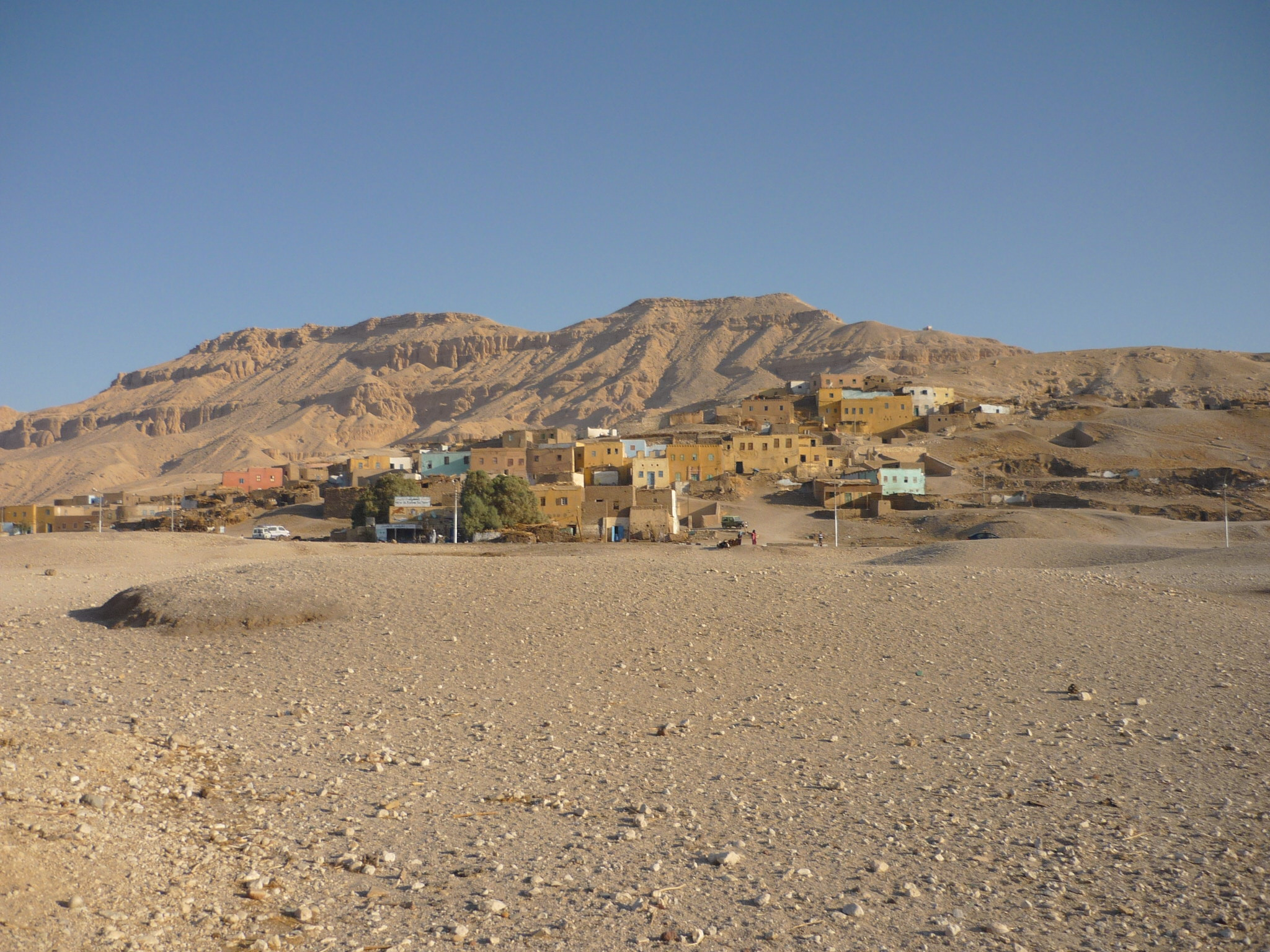
Vue du village de Gournah dominé par la chaîne Libyque vue depuis le sud-est. La Cime est le dernier sommet sur la droite.

La Cime se trouve sur la rive occidentale du Nil. Culminant à 420 mètres d'altitude, elle constitue un des sommets de la chaîne Libyque. La montagne s'avance entre la vallée des Rois située au nord et le reste de la nécropole thébaine, dont le site de Deir el-Bahari situé à l'est, ainsi que Deir el-Médineh, l'ancien village des artisans et la vallée des Reines situés au sud.
Vue de la vallée des Rois, elle présente une face triangulaire, presque pyramidale, ce qui aurait pu être pour les pharaons du Nouvel Empire un facteur dans le choix du lieu de creusement de leurs tombeaux.

## Ascension
La Cime est accessible à pied depuis deux itinéraires différents, en partant de la vallée des Rois ou des environs de Deir el-Médineh. L'ascension nécessite une heure à une heure et demie et autant pour la descente.
L'itinéraire par Deir el-Médineh est plus aisée du fait que les trois quarts de la montée sont faits de marches en béton, bien que le quart restant soit légèrement plus difficile et nécessite parfois l'utilisation des mains. Deux postes de gardiennage jalonnent cet itinéraire ce qui renforce sa sécurité. La formation rocheuse à l'aspect de cobra y est également située mais est aisément accessible depuis la vallée des Rois.

## Culture
Pour les anciens Égyptiens, la Cime était un des lieux de résidence de la déesse Mertseger, protectrice des artisans de Deir el-Médineh et des tombeaux représentée sous la forme d'un cobra.